# Фицрой, Барбара
Ба́рбара Фицро́й (англ. Barbara FitzRoy; 16 июля 1672, Лондон — 6 мая 1737, Понтуаз) — английская аристократка и монахиня, предполагаемая незаконнорожденная дочь короля Карла II от его любовницы Барбары Вильерс.

## Биография
Барбара Фицрой по общепринятой версии была незаконнорожденной дочерью короля Карла II от его любовницы Барбары Вильерс. Она не была признана королём в качестве его дочери, поскольку её отцом считали Джона Черчилля или графа Честерфилд. Воспитывалась во Франции, где получила образование в одном из монастырей Парижа.
В возрасте 18 лет Барбара стала любовницей Джеймса Гамильтона, от которого в 1691 году родила сына Чарльза. После рождения ребёнка Барбара стала монахиней в монастыре Святого Николая в Понтуазе и приняла имя Бенедикта.
Её сын был передан на воспитание своей бабушки со стороны матери, герцогини Кливлендской. В 1721 году Барбара стала настоятельницей монастыря Святого Николая. Скончалась 6 мая 1737 года в возрасте 64 лет и была похоронена в одной из церквей монастыря.